# Enjowcze
Enjowcze (bułg. Еньовче) – wieś w Bułgarii, w obwodzie Kyrdżali, w gminie Ardino. Według danych szacunkowych Ujednoliconego Systemu Ewidencji Ludności oraz Usług Administracyjnych dla Ludności, 15 czerwca 2020 roku miejscowość liczyła 172 mieszkańców.